# Knudshoved Fyr
Knudshoved Fyr ist ein Leuchtturm auf der Ostseite der dänischen Halbinsel Knudshoved, die südöstlich von Nyborg zwischen Nyborg Fjord und dem Großen Belt liegt.

## Geschichte
Das erste Feuerzeichen wurde zwischen 1727 und 1750 von der Post geschaffen und bestand aus einem Wippfeuer, bei dem ein Korb mit einem Kohlenfeuer nach oben gehoben wurde, so dass es aus der Ferne zu sehen war.
1809 wurde diese Konstruktion durch einen drei Meter hohen Turm mit einer Argandlampe ersetzt, die ein vielfach stärkeres Licht abgab. Diese Lampe wurde von dem Schweizer Physiker Aimé Argand 1782 erfunden und hatte einen rohrförmigen Docht, an dem die Luft sowohl innen als auch außen herumstreichen konnte.
Das Licht wurde durch sieben Parabolspiegel verstärkt.
Die nächste Verbesserung kam 1822, als Lampe und Spiegel durch eine Siderallampe ersetzt wurde, die von Konteradmiral Paul de Løvenørn entwickelt wurde, der seit 1811 in der Kanal-, Hafen- und Feuer-Direktion (dänisch Kanal-, havne- og fyrdirektionen) einen Sitz hatte.
Die Lampe hat einen Parabolspiegel, der eine Parabel bildet. Dieser wird um seine vertikale Achse durch den Brennpunkt gedreht, in dem sich die Lichtquelle befindet. Løvenørn legte die Beschreibung der Lampe der Akademie der Wissenschaften vor. Seine weitsichtige Idee war, dass sich die Lampe langsam drehen könnte, um so etwa einen Zwei-Minuten-Blink erzeugen zu können, was zu besseren Peilmöglichkeiten als die zu dieser Zeit verwendeten Lampen mit schnellem Blink führen könne.
1857 wurde die Siderallampe mit einer Linsenvorrichtung ausgestattet. 1894 wurde ein sieben Meter hoher Eisenturm und eine Leuchtfeueranlage gebaut, die ein Winkelfeuer ermöglichte. Ab 1918 wurde Blaugas als Energiequelle verwendet.
Der heute vorhandene Leuchtturm wurde 1948 gebaut. Das Wippfeuer neben dem Leuchtturm (dänisch „papegøjefyr“ genannt), eine Feuertonne, die mit einer beweglichen mechanischen Anordnung nach oben gehoben werden kann, ist eine Rekonstruktion, die 1983 gebaut wurde.